# Nikolaj Kuznecov (pallanuotista)
Nikolaj Alekseevič Kuznecov (in russo Николай Алексеевич Кузнецов?; 25 aprile 1931 – 30 agosto 1995) è stato un pallanuotista sovietico, vincitore di una medaglia di bronzo alle olimpiadi di Tokyo 1964.